# Ealdgyth z Mercie
Ealdgyth nebo také Aldgyth či v poangličtěné verzi Edita z Mercie byla dcera Ælfgara z Mercie, manželka Gruffudda ap Llywelyna (zemřel v roce 1063), panovníka Walesu, a později anglická královna jako manželka Harolda Godwinsona, který Anglii krátce vládl v roce 1066.

## Rodina
Ealdgyth byla dcerou Ælfgar, který se stal hrabětem z Mercie v roce 1057. Ælfgarova manželka Ælfgifu byla pravděpodobně její matkou a Edwin z Mercie a Morcar z Northumbrie byli její bratři.
V roce 1055 byl Ælfgar obviněn ze zrady a utekl do Irska, aby shromáždil armádu a získal spojenectví Gruffudda ap Llywelyna z Walesu. Ælfgar a Gruffudd plundrovali okolí Herefordu. Když byl dosažen mír, Ælfgar znovu získal moc a v roce 1057 se stal následníkem svého otce jako hrabě z Mercie.

## Manželství a potomci

### Gruffudd ap Llywelyn
Zřejmě v roce 1057 se Ealdgyth provdala za otcova spojence, krále Gruffudda ap Llywelyn. Manželovi porodila dceru jménem Nest. Kroniky rovněž zmiňují dva Gruffuddovy syny, Maredudda a Ithela, který zřejmě zemřel v roce 1069. Třetím synem by mohl být Owain ap Gruffudd († 1059).
O jejím otci je naposledy slyšet v roce 1062 a zdá se, že zemřel o rok později, když Harold Godwinson provedl invazi do Walesu. Gruffudd byl během této invaze zabit.

### Harold Godwinson
Ealdgyth se později stala manželkou bývalého nepřítele svého zemřelého manžela. Datum jejich sňatku je neznámé, ale jistě se tak stalo před tím, než byl Harold korunován králem Anglie (leden 1066). Zdá se, že Harold chtěl nejen získat Mercii na svou stranu, ale zároveň chtěl oslabit její spojenectví s vládci severního Walesu. Ealdgyth se však brzy stala vdovou podruhé. V říjnu 1066 byl Harold poražen a zabit v bitvě u Hastingsu. Její bratři se poté vydali do Londýna a Ealdgyth poslali do Chesteru. Její další osud není znám.